# Euploea adamsoni
Euploea adamsoni är en fjärilsart som beskrevs av Marchall 1880. Euploea adamsoni ingår i släktet Euploea och familjen praktfjärilar. Inga underarter finns listade i Catalogue of Life.